# Али Вилијамс
Александер Џејмс "Али" Вилијамс (енгл. Alexander James "Ali" Williams; 30. април 1981) је професионални новозеландски рагбиста који тренутно игра за Рагби клуб Тулон.

## Биографија
Али Вилијамс је почео да тренира рагби тек са 17 година. Пре рагбија, Али Вилијамс је у Окланду тренирао крикет, тенис и фудбал. 2001. Али Вилијамс је почео да игра за Окланд у ИТМ Куп. Висок 202цм и тежак 118кг Али Вилијамс игра на позицији скакача у другој линији (енгл. Lock). Од 2002. до 2013. Али Вилијамс је играо у најачој лиги на свету Супер Рагби. Вилијамс је десет сезона провео у екипи Блуз и једну сезону у екипи Крусејдерси. За репрезентацију Новог Зеланда - "Ол Блекси", Али Вилијамс је играо од 2002. до 2012. и постигао 7 есеја у 77 утакмица. Круна репрезентативне каријере било је освајање титуле светског шампиона на свом терену 2011.